# Stridsgrupp
En stridsgrupp är en tillfällig militär enhet, sammansatt för att lösa specifika uppgifter. Begreppet stridsgrupp kommer närmast från tyskans Kampfgruppe; det motsvarande engelska begreppet är battlegroup. Om man vill ange ungefärlig storlek kan begrepp som bataljonsstridsgrupp förekomma.